# منتخب تركيا لكرة الهدف للرجال

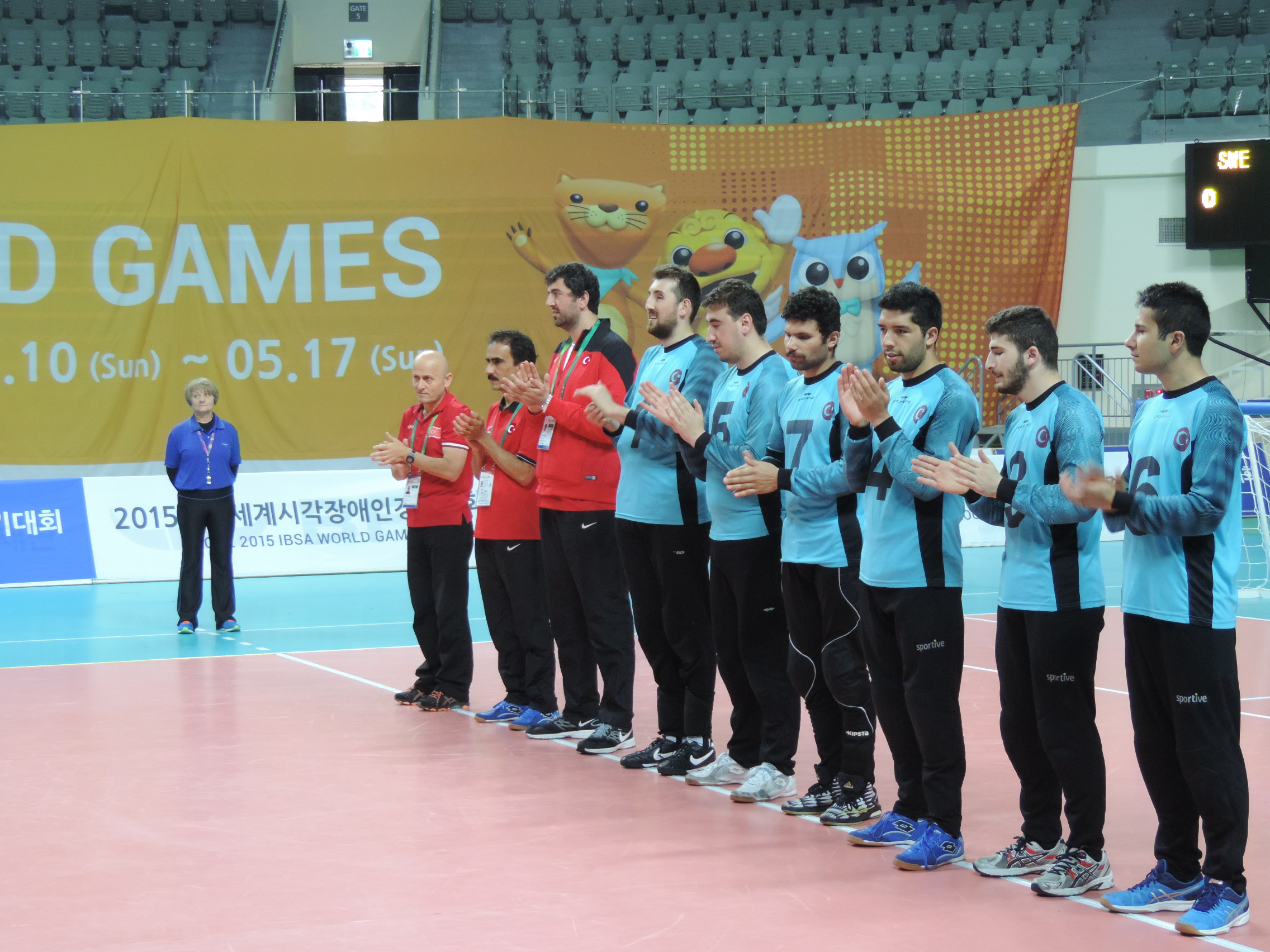
فريق تركيا لكرة الهدف للرجال في التشكيلة الأساسية أمام السويد. الحكم: لونيل سكوت (كندا). منافسات كرة الهدف في الألعاب العالمية لضعاف البصر (IBSA)، سيول، كوريا الجنوبية (مايو 2015).

منتخب تركيا لكرة الهدف للرجال هو ممثل تركيا الرسمي في المنافسات الدولية في كرة الهدف
.